# Kingcome Point
Kingcome Point är en udde i Kanada.   Den ligger i Regional District of Kitimat-Stikine och provinsen British Columbia, i den sydvästra delen av landet, 3 900 km väster om huvudstaden Ottawa. Kingcome Point ligger på ön Princess Royal Island.
Terrängen inåt land är kuperad västerut, men österut är den bergig. Trakten runt Kingcome Point är nära nog obefolkad, med mindre än två invånare per kvadratkilometer.. Det finns inga samhällen i närheten. 